# Economia Andorrei
Economia Andorrei se bazează pe turism, acesta fiind pilonul de bază, contribuind cu peste 80% din PIB. În fiecare an 9 milioane de turiști vizitează microstatul.
Turismul este una din cele mai importante activități economice ale Andorrei (produce aproximativ 80% din PIB-ul țării). Aproximativ 10,2 milioane de turiști vizitează Andorra în fiecare an. O importantă contribuție economică o aduce sectorul bancar, datorită impozitelor scăzute. Producția agricolă este limitată – doar 2% din suprafață este teren arabil – și din această cauză majoritatea produselor alimentare sunt importate.
Andorra nu este un membru deplin al Comunității Europene, însă are o relație specială cu această organizație, fiind tratată ca un membru în privința comerțului (fără tarife), dar ca un stat non-membru în privița produselor agricole. Andorra nu are o monedă proprie și o folosește pe cea a vecinilor săi, în prezent euro.

## Statistică
PIBparitatea puterii de cumpărare - 3,66 mld. de $ (2007)
loc la nivel mondial: 168
PIB - rata de creștere reală2% (2007 est)
loc la nivel mondial: 163
PIB - pe cap de locuitorparitatea puterii de cumpărare - 42.500 dolari (2007)
loc la nivel mondial: 15
PIB - compoziția de sector
agricultura: necunoscut%
industrie: necunoscut%
Servicii: necunoscut%Populația sub pragul sărăciei: N / A
Venit pe gospodărie sau consumul de cota procentuală
mai mic de 10%: necunoscut%
mai mare de 10%: necunoscut%
Rata inflației (prețurile de consum)3,9% (2007)
loc la nivel mondial: 59
Forței de muncă42230 (2007)
loc la nivel mondial: 185
Forței de muncă - de ocupațieagricultură 0,3%, industrie 20,8%, servicii 79% (2007)Rata șomajului: 0% (2007)
loc la nivel mondial: 1
Buget
Venituri: 496.9 milioane $
cheltuieli: 496,800,000 $ (2007)
Industriiturismului (în special schi), creșterea vitelor, lemn, bancar, tutun, mobilier
Ritmul creșterii producției industrialenecunoscut%
Electricitate - productieN / A GWh
Curent electric - productie de sursă:combustibil fosil: 0%
hidro: 40%
nuclear: 0%
altele: 60% importate din Spania
Electricitate - consumnecunoscut kWh (2007)
Electricitate - exporturinecunoscut kWh (2007)
Electricitate - importnecunoscut kWh; nota - importurile de energie electrică din Spania și Franța, Andorra generează o cantitate mică de hidrocentrale
Agricultura - produsecantitati mici de secară, grâu, orz, ovăz,legume; oi
Exporturile117,100,000 $ f.o.b. (2007)
loc la nivel mondial: 193
Exporturi - mărfuriproduse din tutun, mobilier
Exporturi - parteneriFranta 17%, Spania 59,5% (2006)
Importuri1789000000 $ (2007)
loc la nivel mondial: 154
Import - mărfuribunuri de larg consum, alimente, electricitate
Importuri - parteneriSpania 53,2%, Franța 21,1% (2006)
Datorie - externa$ necunoscut
Ajutorul economic - beneficiarnici unul
Valutareuro au înlocuit francul francez și peseta spaniolă.
Ratele de schimb valutareuro pe dolar american - 0.6827 (2008), 0.7306 (2007), 0.7964 (2006), 0.8041 (2005), 0.8054 (2004), 0.886 (2003), 1.0626 (2002), 1,1175 (2001), 0,9867 (ianuarie 2000), 0,9386 (1999)Anul fiscal: an calendaristic